# Basile d'Ostrog
Basile d'Ostrog (en serbe cyrillique : Василије Острошки ; en serbe latin : Vasilije Ostroški ; né le 28 décembre 1610 à Mrkonjići et mort en 1671 au monastère d'Ostrog) est un saint serbe vénéré par l'Église orthodoxe. Il a été métropolite d'Herzégovine.